# La Sueur des palmiers
Pour plus de détails, voir Fiche technique et Distribution.
La Sueur des palmiers (Arak el balah, عرق البلح) est un film dramatique égyptien réalisé par Redwan al-Kashif et sorti en 1998.

## Synopsis
Le film se déroule dans un petit village de Haute-Égypte où les gens vivent dans une extrême misère. Un homme étrange arrive dans le village et invite les gens à partir travailler dans les pays du Golfe. Tous les hommes partent donc, à l'exception du grand-père handicapé, de son petit-fils Ahmed (Mohamed Nagaty) et d'un grand groupe de femmes. Une histoire d'amour se noue entre Ahmed et une villageoise nommée Salma (Sherihan), qui se transforme au fil du temps en relation sexuelle, ce qui amène Salma à porter un enfant dans son ventre ; les femmes du village souffrent de privations, l'une d'entre elles tombe enceinte d'un homme d'un village voisin et ses hommes la poussent à se suicider.

## Fiche technique
- Titre français : La Sueur des palmiers[1]
- Titre original : Arak el balah, عرق البلح[2]
- Réalisation : Redwan al-Kashif
- Scénario : Redwan al-Kashif
- Photographie : Tarek el-Telmissany
- Production : Youssef Chahine, Marianne Khoury, Emil Abdel Messi
- Sociétés de production : Studios Misr, Films Youssef Chahine & Co, Aflam Misr Al Arabiya, Madînat Al Aflam (Film City)
- Format : couleurs - 35 mm
- Pays de production :  Égypte
- Langue de tournage : arabe
- Genre : drame social
- Durée : 110 minutes
- Dates de sortie : 
  - Suisse : 8 août 1998 (Festival de Locarno)
  - France : 1er septembre 1999

## Distribution
- Mohamed Nagati : Ahmad Mustafa Ismail
- Sherihan : Salma/Gamela
- Seif Abdelrahman : Salem
- Manal Afifi ; Shefa
- Hamdy Ahmed ; le grand-père muet
- Faïza Amassib : la grand-mère Zine
- Gamal Ismail : Mohamed Ismail